# Augochlorella acarinata
Augochlorella acarinata är en biart som beskrevs av Luci B. N. Coelho 2004. Augochlorella acarinata ingår i släktet Augochlorella och familjen vägbin. Inga underarter finns listade.